# Ghulam Muhammad Tarzi
Ghulam Muhammad Tarzi (in pashto غلام‌محمد طرزی; Kandahar, 30 aprile 1830 – Damasco, 8 dicembre 1900) è stato un poeta, scrittore e militare afghano.
Figlio di Sardar Rahim Dil Khan (e nipote di Sardar Payinda Khan Mohammadizi o Sardar Payinda Muhammad Khan), fu governatore di Kandahar. Di etnia pashtun, fu soldato, poeta e capo militare in Afghanistan. Col figlio Mahmud Tarzi divenne uno dei principali storici e scrittori dell'inizio del Novecento in Afghanistan.

## Biografia

### I primi anni
La famiglia Tarzi apparteneva ad un ramo secondario (chiamato Mohammadzai), della più potente dinastia Barakzai, regnante in Afghanistan. Soldato in gioventù, si dedicò successivamente alla poesia. Poco dopo, l'emiro Dost Muhammad lo incluse a corte. Tarzi era del resto imparentato sia con Amir Dost Muhammad che col suo successore, l'emiro Sher Ali Khan.

### Comandante militare
Tarzi divenne, con l'appoggio dell'emiro, comandante militare dell'Afghanistan meridionale. Un rapporto dell'epoca steso dal segretario degli esteri dell'India britannica, residente a Bombay, indica Tarzy come: 
"Sardar Gholam Mohammad di Kandahar è il primogenito dei figli di Sardar Rahimdel. I nostri informatori ci indicano che un tempo era un capo militare noto ma attualmente non sembra ricoprire alcuni incarico di peso in Afghanistan. Suo cugino, il sovrano, non ha una buona opinione di lui. Per quel che ne sappiamo, non ha mai reso servigi al governo britannico e non ha contratto debiti con noi."

Tarzi prese parte guidando i suoi uomini nella seconda guerra anglo-afghana. Dopo la guerra fu uno dei comandanti militari accusato di ribellione dall'emiro e venne pertanto espulso con la sua famiglia dall'Afghanistan nel 1881.

### L'attività come poeta
Si trasferì a Karachi e poi in India. Qui si dedicò alla poesia ed alla scrittura, visitando le principali città del subcontinente dove venne accolto dagli anti-monarchici dell'area. Si firmò col nome d'arte di "Tarzi" e si dedicò alla composizione di poesie religiose, mistiche e secolari con uno stile personale che ebbe rapida diffusione dalla Siria, al Turkmenistan sino in India. Si spostò con la sua famiglia a Baghdad, invitato come ospite dallo sceicco Abdul-adar Ghilani. Gli inglesi non si opposero alla sua partenza dal momento che la sua figura si stava rivelando problematica da gestire. Poco dopo, la famiglia si spostò a Istanbul, in Turchia, dove il sultano gli concesse i favori reali e una rendita mensile. La famiglia si spostò successivamente a Damasco, dove Tarzi continuò ad interessarsi di filosofia e di etica con studiosi locali.
Negli ultimi anni della sua vita, Tarzi riprese i contatti con l'emiro Abdur Rahman Khan.

### Morte
Morì l'8 dicembre 1900 a Damasco, in Siria, dove le autorità locali gli concessero i funerali di stato. Venne sepolto nel cimitero di Hazrat Dahdah della capitale siriana.

## Matrimoni e figli
Ghulam Muhammad Tarzi si sposò cinque volte ed ebbe 11 figli e 6 figlie. Sua nipote, Soraya Tarzi, divenne la prima regina dell'Afghanistan e donna di spicco a livello internazionale.